# Caterina Mona
Caterina Mona (* 1973 in Zürich) ist eine Schweizer Filmregisseurin, Drehbuchautorin und Editorin.

## Biografie
Caterina Mona wuchs in Grüningen als Tochter von Tessiner Eltern auf. Ihre Mutter war Tiziana Mona, die unter anderem für das italienischsprachige Schweizer Fernsehen RSI tätig war, wo sie 1969 als erste Frau in Europa eine Nachrichtensendung leitete.
Ursprünglich studierte Caterina Mona englische Literatur an der Universität Zürich, gefolgt von einem Studium im Bereich Filmschnitt und Script-Supervision (Continuity) am Institut National Supérieur des Arts du Spectacle INSAS in Brüssel.
Sie war für den Schnitt mehrerer langer Dokumentar- und Spielfilme verantwortlich, unter anderem Die Kinder vom Napf von Alice Schmid, der allein in der Schweiz über 78’000 Kinoeintritte verzeichnete. Ebenso arbeitet sie für die Filmfestivals Locarno, wo sie im Bereich Guest-Management als auch bei der Koordination von Spezialprojekten tätig ist, sowie für die Berlinale, im Pressebüro als auch in der Koordination der Filmkopien.
2015 wurde ihr erster Kurzfilm veröffentlicht, bei dem sie das Buch geschrieben sowie Regie geführt hatte: Persi (Lost). Der Film wurde im Wettbewerb Pardi di Domani am Festival Locarno uraufgeführt. 2022 erscheint ihr erster langer Spielfilm als Autorin und Regisseurin, Semret, der ebenfalls zum Filmfestival auf die Piazza Grande in Locarno eingeladen wurde. Der Film wurde produziert von der Tessiner Produzentin Michela Pini, mit der Caterina Mona bereits für ihren Kurzfilm zusammengearbeitet hatte.
Caterina Mona ist Mitglied des Stiftungsrats von Suissimage sowie der Fachjury des Fachausschusses Film & Medienkunst beider Basel und war 2021 Jurymitglied des Fokus Wettbewerbs am Zurich Film Festival.
Caterina Mona ist Mutter von zwei Kindern (geb. 2007 und 2008). Sie lebt mit ihrer Familie in Zürich.

## Filmografie
(Quelle: )

### Als Editorin
- 2005: Ricordare Anna
- 2008: Max Frisch, Citoyen
- 2010: Zwischen Himmel und Erde
- 2011: Die Kinder vom Napf
- 2012: Appassionata
- 2013: Mikrokosmos Gassenschau
- 2010: Daniel Schmid – Le chat qui pense
- 2014: ThuleTuvalu
- 2017: Autour de Luisa
- 2017: Cercando Camille
- 2024: Electric Child

### Als Autorin und Regisseurin
- 2015: Persi
- 2022: Semret